# IAFL1 Conference 2018
La IAFL1 Conference 2018 è stata la 6ª edizione del campionato irlandese di football americano di secondo livello, organizzato dalla IAFL.

## Squadre partecipanti
| Club                 | Città     | Stadio | Sponsor ufficiale | Risultato nella stagione 2017 |
| -------------------- | --------- | ------ | ----------------- | ----------------------------- |
| Antrim Jets          | Antrim    |        |                   |                               |
| Cill Dara Crusaders  | Naas      |        |                   |                               |
| Craigavon Cowboys    | Portadown |        |                   |                               |
| Donegal Derry Vipers | Derry     |        |                   |                               |
| Galway Warriors      | Galway    |        |                   |                               |
| Meath Bulldogs       | Navan     |        |                   |                               |
| NI Razorbacks        | Belfast   |        |                   |                               |
| North Dublin Pirates | Swords    |        |                   |                               |
| West Dublin Rhinos   | Dublino   |        |                   |                               |
| Westmeath Minotaurs  | Athlone   |        |                   |                               |
| Wexford Eagles       | Gorey     |        |                   |                               |

## Stagione regolare

### Calendario

#### 1ª giornata
| Mullingar 24 marzo 2018 | Westmeath Minotaurs | 7 – 22 referto | Donegal Derry Vipers | Shay Murtagh Park |

| Galway 25 marzo 2018 | Galway Warriors | 0 – 27 referto | West Dublin Rhinos | St. Mary's College |

| Lurgan 25 marzo 2018 | Craigavon Cowboys | 52 – 14 referto | Cill Dara Crusaders | Lurgen RFC |

#### 2ª giornata
| Antrim 8 aprile 2018 | Antrim Jets | 2 – 6 referto | Galway Warriors | Antrim Forum Leisure Centre |

| Limavady 8 aprile 2018 | Donegal Derry Vipers | 6 – 35 referto | Wexford Eagles | Limavady Cricket & Rugby Football Club |

#### 3ª giornata
| Navan 15 aprile 2018 | Meath Bulldogs | 17 – 0 referto | NI Razorbacks | St. Patricks Classical School |

| Antrim 15 aprile 2018 | Antrim Jets | 0 – 28 referto | Craigavon Cowboys | Antrim Forum Leisure Centre |

#### 4ª giornata
| Naas 22 aprile 2018 | Cill Dara Crusaders | 14 – 21 referto | West Dublin Rhinos | Naas Sports Center |

#### 5ª giornata
| Navan 29 aprile 2018 | Meath Bulldogs | 2 – 22 referto | Westmeath Minotaurs | St. Patricks Classical School |

| Gorey 29 aprile 2018 | Wexford Eagles | 21 – 6 referto | Craigavon Cowboys | Garden City GAA Pitch |

| Galway 29 aprile 2018 | Galway Warriors | 0 – 12 referto | NI Razorbacks | St. Mary's College |

| Malahide 29 aprile 2018 | North Dublin Pirates | 6 – 3 referto | Antrim Jets | Malahide RFC |

#### 6ª giornata
| Belfast 6 maggio 2018 | NI Razorbacks | 12 – 16 referto | Antrim Jets | Newforge Country Club |

| Castleknock 6 maggio 2018 | West Dublin Rhinos | 7 – 35 referto | Wexford Eagles | Castleknock College |

| Portadown 6 maggio 2018 | Craigavon Cowboys | 13 – 6 referto | Westmeath Minotaurs | People's Park |

| Naas 6 maggio 2018 | Cill Dara Crusaders | 12 – 44 referto | Donegal Derry Vipers | Naas Sports Centre |

#### 7ª giornata
| Malahide 13 maggio 2018 | North Dublin Pirates | 14 – 18 referto | Galway Warriors | Malahide RFC |

#### 8ª giornata
| Mullingar 20 maggio 2018 | Westmeath Minotaurs | 32 – 0 referto | North Dublin Pirates | Shay Murtagh Park |

| Gorey 20 maggio 2018 | Wexford Eagles | 49 – 0 referto | Galway Warriors | Garden City GAA Pitch |

| Navan 20 maggio 2018 | Meath Bulldogs | 14 – 38 referto | Cill Dara Crusaders | St. Patricks Classical School |

| Castleknock 20 maggio 2018 | West Dublin Rhinos | 23 – 21 referto | Craigavon Cowboys | Castleknock College |

#### 9ª giornata
| Belfast 27 maggio 2018 | NI Razorbacks | 0 – 27 referto | Donegal Derry Vipers | Newforge Country Club |

| Antrim 27 maggio 2018 | Antrim Jets | 10 – 6 referto | Meath Bulldogs | Antrim Forum Leisure Centre |

#### 10ª giornata
| Galway 3 giugno 2018 | Galway Warriors | 15 – 0 referto | Cill Dara Crusaders | St. Mary's College |

| Malahide 3 giugno 2018 | North Dublin Pirates | 8 – 57 referto | Wexford Eagles | Malahide RFC |

| Mullingar 3 giugno 2018 | Westmeath Minotaurs | 10 – 7 referto | West Dublin Rhinos | Shay Murtagh Park |

| Antrim 3 giugno 2018 | Antrim Jets | 7 – 7 referto | NI Razorbacks | Antrim Forum Leisure Centre |

| Limavady 3 giugno 2018 | Donegal Derry Vipers | 29 – 6 referto | Craigavon Cowboys | Limavady Cricket & Rugby Football Club |

#### 11ª giornata
| Castleknock 10 giugno 2018 | West Dublin Rhinos | 41 – 7 referto | North Dublin Pirates | Castleknock College |

#### 12ª giornata
| Navan 17 giugno 2018 | Meath Bulldogs | 0 – 20 referto | Donegal Derry Vipers | St. Patricks Classical School |

| Galway 17 giugno 2018 | Galway Warriors | 0 – 26 referto | Westmeath Minotaurs | St. Mary's College |

| Naas 17 giugno 2018 | Cill Dara Crusaders | 0 – 24 referto | Wexford Eagles | Naas Sports Centre |

| Portadown 17 giugno 2018 | Craigavon Cowboys | 47 – 6 referto | NI Razorbacks | People's Park |

#### 13ª giornata
| Malahide 24 giugno 2018 | North Dublin Pirates | 30 – 0 referto | Meath Bulldogs | Malahide RFC |

| Castleknock 24 giugno 2018 | West Dublin Rhinos | 42 – 7 referto | Antrim Jets | Castleknock College |

#### 14ª giornata
| Belfast 1º luglio 2018 | NI Razorbacks | 0 – 22 referto | West Dublin Rhinos | Newforge Country Club |

| Gorey 1º luglio 2018 | Wexford Eagles | 6 – 20 referto | Westmeath Minotaurs | Garden City GAA Pitch |

| Naas 1º luglio 2018 | Cill Dara Crusaders | 21 – 8 referto | North Dublin Pirates | Naas Sports Centre |

| Limavady 1º luglio 2018 | Donegal Derry Vipers | 53 – 6 referto | Galway Warriors | Limavady Cricket & Rugby Football Club |

#### 15ª giornata
| Mullingar 7 luglio 2018 | Westmeath Minotaurs | 28 – 0 referto | Cill Dara Crusaders | Shay Murtagh Park |

| Portadown 8 luglio 2018 | Craigavon Cowboys | 30 – 0 referto | Meath Bulldogs | People's Park |

| Limavady 8 luglio 2018 | Donegal Derry Vipers | 14 – 3 referto | Antrim Jets | Limavady Cricket & Rugby Football Club |

#### 16ª giornata
| Gorey 15 luglio 2018 | Wexford Eagles | 30 – 0 referto | Meath Bulldogs | Garden City GAA Pitch |

| Belfast 15 luglio 2018 | NI Razorbacks | 0 – 19 referto | North Dublin Pirates | Newforge Country Club |

### Classifica
La classifica della regular season è la seguente.
- PCT = percentuale di vittorie, G = partite giocate, V = partite vinte,  P = partite perse, PF = punti fatti, PS = punti subiti

#### IAFL1 North
| Pos. | Squadra              | PCT  | G | V | N | P | PF  | PS  |
| ---- | -------------------- | ---- | - | - | - | - | --- | --- |
| 1    | Donegal Derry Vipers | .875 | 8 | 7 | 0 | 1 | 215 | 69  |
| 2    | Craigavon Cowboys    | .625 | 8 | 5 | 0 | 3 | 203 | 99  |
| 3    | Antrim Jets          | .313 | 8 | 2 | 1 | 5 | 48  | 121 |
| 4    | NI Razorbacks        | .188 | 8 | 1 | 1 | 6 | 37  | 155 |
| 5    | Meath Bulldogs       | .125 | 8 | 1 | 0 | 7 | 39  | 180 |

#### IAFL1 South
| Pos. | Squadra              | PCT  | G | V | N | P | PF  | PS  |
| ---- | -------------------- | ---- | - | - | - | - | --- | --- |
| 1    | Wexford Eagles       | .875 | 8 | 7 | 0 | 1 | 257 | 47  |
| 2    | Westmeath Minotaurs  | .750 | 8 | 6 | 0 | 2 | 151 | 50  |
| 3    | West Dublin Rhinos   | .750 | 8 | 6 | 0 | 2 | 190 | 94  |
| 4    | Galway Warriors      | .375 | 8 | 3 | 0 | 5 | 45  | 183 |
| 5    | North Dublin Pirates | .375 | 8 | 3 | 0 | 5 | 92  | 172 |
| 6    | Cill Dara Crusaders  | .250 | 8 | 2 | 0 | 6 | 99  | 206 |

## Playoff

### Tabellone
|  | Wild Card | Wild Card           | Wild Card         |                    |                    | Semifinali         | Semifinali           | Semifinali |  |  | V IAFL1 Bowl | V IAFL1 Bowl | V IAFL1 Bowl |  |
|  |           |                     |                   |                    |                    |                    |                      |            |  |  |              |              |              |  |
|  |           |                     |                   |                    |                    | N1                 | Donegal Derry Vipers | 8          |  |  |              |              |              |  |
|  |           |                     |                   |                    |                    | N1                 | Donegal Derry Vipers | 8          |  |  |              |              |              |  |
|  |           |                     |                   | West Dublin Rhinos | 24                 |                    |                      |            |  |  |              |              |              |  |
|  | S2        | Westmeath Minotaurs | 3                 | West Dublin Rhinos | 24                 |                    |                      |            |  |  |              |              |              |  |
|  | S2        | Westmeath Minotaurs | 3                 |                    |                    |                    |                      |            |  |  |              |              |              |  |
|  | S3        | West Dublin Rhinos  | 13                |                    |                    |                    |                      |            |  |  |              |              |              |  |
|  | S3        | West Dublin Rhinos  | 13                |                    | West Dublin Rhinos | West Dublin Rhinos | 16                   |            |  |  |              |              |              |  |
|  |           |                     |                   |                    |                    |                    |                      |            |  |  |              |              |              |  |
|  |           |                     | Craigavon Cowboys | Craigavon Cowboys  | 14                 |                    |                      |            |  |  |              |              |              |  |
|  |           |                     |                   | Craigavon Cowboys  | 14                 |                    |                      |            |  |  |              |              |              |  |
|  |           |                     |                   |                    |                    |                    |                      |            |  |  |              |              |              |  |
|  |           |                     |                   |                    |                    |                    |                      |            |  |  |              |              |              |  |
|  |           | S1                  | Wexford Eagles    | 14                 |                    |                    |                      |            |  |  |              |              |              |  |
|  |           |                     |                   | 14                 |                    |                    |                      |            |  |  |              |              |              |  |
|  |           |                     |                   | Craigavon Cowboys  | 17                 |                    |                      |            |  |  |              |              |              |  |
|  | N2        | Craigavon Cowboys   | 54                | Craigavon Cowboys  | 17                 |                    |                      |            |  |  |              |              |              |  |
|  | N2        | Craigavon Cowboys   | 54                |                    |                    |                    |                      |            |  |  |              |              |              |  |
|  | S4        | Galway Warriors     | 14                |                    |                    |                    |                      |            |  |  |              |              |              |  |

### Wild Card
| 22 luglio 2018 | Craigavon Cowboys | 54 – 14 referto | Galway Warriors |  |

| 22 luglio 2018 | Westmeath Minotaurs | 3 – 13 referto | West Dublin Rhinos |  |

### Semifinali
| 29 luglio 2018 | Wexford Eagles | 14 – 17 referto | Craigavon Cowboys |  |

| 29 luglio 2018 | Donegal Derry Vipers | 8 – 24 referto | West Dublin Rhinos |  |

### V IAFL1 Bowl
| 12 agosto 2018 | West Dublin Rhinos | 16 – 14 referto | Craigavon Cowboys |  |

## Verdetti
- West Dublin Rhinos Vincitori della IAFL1 Conference 2018